# Wilma Murto
Wilma Anna Helena Murto (Kuusjoki, 11 giugno 1998) è un'astista finlandese, detentrice dei record nazionali outdoor e indoor di specialità.

## Palmarès
| Anno | Manifestazione  | Sede           | Evento           | Risultato | Prestazione | Note                                     |
| ---- | --------------- | -------------- | ---------------- | --------- | ----------- | ---------------------------------------- |
| 2014 | Mondiali U20    | Eugene         | Salto con l'asta | 25ª (q)   | 3,75 m      |                                          |
| 2015 | Europei U20     | Eskilstuna     | Salto con l'asta | Finale    | nm          |                                          |
| 2016 | Europei         | Amsterdam      | Salto con l'asta | 7ª        | 4,45 m      |                                          |
| 2016 | Mondiali U20    | Bydgoszcz      | Salto con l'asta | Bronzo    | 4,40 m      |                                          |
| 2016 | Giochi olimpici | Rio de Janeiro | Salto con l'asta | 24ª (q)   | 4,30 m      |                                          |
| 2017 | Europei indoor  | Belgrado       | Salto con l'asta | 8ª        | 4,40 m      |                                          |
| 2017 | Europei U20     | Grosseto       | Salto con l'asta | Bronzo    | 4,15 m      |                                          |
| 2018 | Europei         | Berlino        | Salto con l'asta | 17ª (q)   | 4,35 m      |                                          |
| 2019 | Europei indoor  | Glasgow        | Salto con l'asta | 18ª (q)   | 4,10 m      |                                          |
| 2019 | Europei U23     | Gävle          | Salto con l'asta | 5ª        | 4,20 m      |                                          |
| 2019 | Mondiali        | Doha           | Salto con l'asta | 22ª (q)   | 4,35 m      |                                          |
| 2021 | Europei indoor  | Toruń          | Salto con l'asta | 6ª        | 4,55 m      | Miglior prestazione personale stagionale |
| 2021 | Giochi olimpici | Tokyo          | Salto con l'asta | 5ª        | 4,50 m      |                                          |
| 2022 | Mondiali        | Eugene         | Salto con l'asta | 6ª        | 4,60 m      | Miglior prestazione personale stagionale |
| 2022 | Europei         | Monaco         | Salto con l'asta | Oro       | 4,85 m      | =                                        |
| 2023 | Europei indoor  | Istanbul       | Salto con l'asta | Oro       | 4,80 m      | Record nazionale                         |
| 2023 | Giochi europei  | Chorzów        | Salto con l'asta | Oro       | 4,71 m      | [ 1 ]                                    |
| 2023 | Mondiali        | Budapest       | Salto con l'asta | Bronzo    | 4,80 m      | =                                        |
| 2024 | Mondiali indoor | Glasgow        | Salto con l'asta | 8ª        | 4,55 m      |                                          |
| 2024 | Europei         | Roma           | Salto con l'asta | 8ª        | 4,43 m      |                                          |
| 2024 | Giochi olimpici | Parigi         | Salto con l'asta | 6ª        | 4,70 m      |                                          |